# Grant Cardone

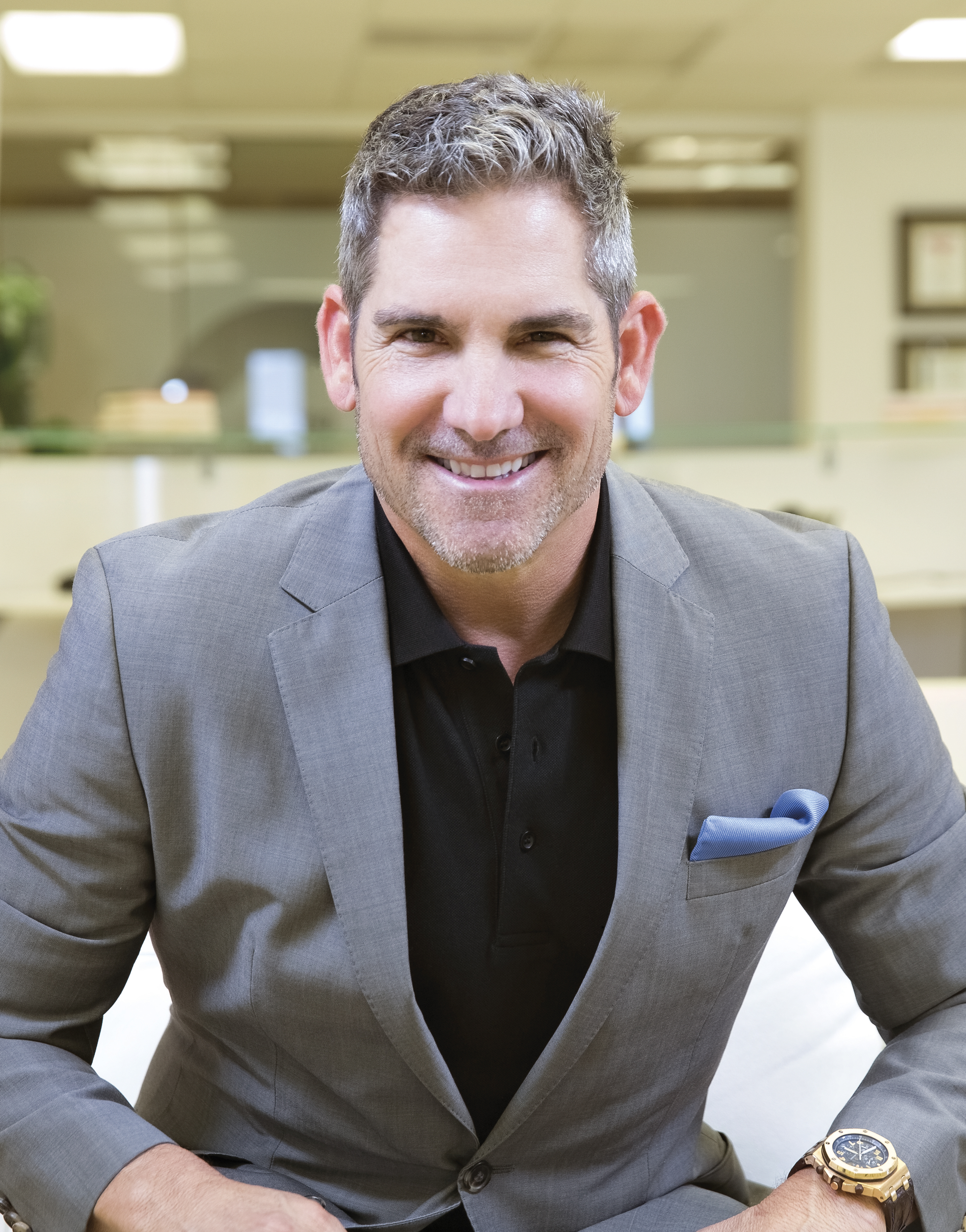
Grant Cardone (2015)

Grant Cardone (* 21. März 1958 in Lake Charles, Louisiana) ist ein US-amerikanischer Autor, Motivationssprecher, Immobilieninvestor und Verkaufstrainer.

## Werdegang
Cardone wurde 1958 in Lake Charles, Louisiana, als viertes von fünf Kindern von Curtis und Concetta Cardone geboren.
Cardone absolvierte die LaGrange High School in Lake Charles im Jahr 1976. Im Anschluss besuchte er bis 1981 die McNeese State University und schloss diese mit einem Bachelor of Science in dem Studiengang Accounting ab. Im Jahr 2010 wurde er mit dem McNeese State University Distinguished Alumnus Award ausgezeichnet, einem Preis für herausragende Absolventen.
Cardone ist Mitglied der Scientology-Kirche. Im Jahr 2006 unterstützte er NASCAR-Fahrer durch seine Firma Freedom Motorsports Group Inc.
Cardone ist mit Elena Lyons verheiratet und hat zwei Töchter.

## Berufliche Laufbahn
Cardone zog 1987 nach Chicago, um für ein Unternehmen im Bereich Verkaufstraining zu arbeiten. Während sein Hauptwohnsitz in Chicago war, reiste er durch die Vereinigten Staaten und lebte in vielen Städten.
Cardone kehrte kurz nach Lake Charles zurück, zog anschließend jedoch nach Houston, Texas, wo er die nächsten fünf Jahre lebte. Anschließend verbrachte er die nächsten 12 Jahre in La Jolla, Kalifornien, bevor er nach Los Angeles zog. Ende 2012 verlegte er seine Büros von Kalifornien nach Miami Beach.
Nach dem College stieg Cardone in den Automobilverkauf ein. Cardone war einige Zeit CEO von Freedom Motorsports Group Inc. Ende 2010 begann er, gemeinsam mit Atlas Media Corp., eine Reality-TV-Serie namens Turnaround King für den National Geographic Channel zu produzieren.
Cardone besitzt und führt mehrere Unternehmen: Cardone Acquisitions, Cardone Enterprises und The Cardone Group.

## Kontroversen
In den Jahren 2015 und 2016 reichten mehrere Mitarbeiter EEOC-Beschwerden gegen Cardone Training Technologies, Inc. ein, nachdem sie entlassen worden waren, weil sie sich geweigert hatten, an Scientology-Schulungen unter dem Namen „L. Ron Hubbard-Schulung“ teilzunehmen.
Cardones Unternehmen hat mehrere Kunden verklagt, die sich die hohen monatlichen Zahlungen für ihre Ausbildungsverträge nicht mehr leisten konnten. Da es keine Kündigungsklauseln gab, wurden die Kunden auf Zehntausende von Restbeträgen aus dem Vertrag verklagt.
Ein Bericht zeigte, dass von 2018 bis 2021 ein Apartmentkomplex im Besitz von Cardone Capital in der Gegend von Miami den Mietern für Arbeitsunterkünfte überhöhte Preise berechnete – geförderte Mieteinheiten, die im Rahmen eines Regierungsprogramms für Mieter in Schlüsselbranchen wie Krankenschwestern, Lehrern und Feuerwehrleuten vergünstigt bereitgestellt werden sollten.
Im Jahr 2020 verklagte ein Kunde Grant Cardone und Cardone Capital, LLC wegen Verstößen gegen die Vorschriften der US-Börsenaufsichtsbehörde Securities and Exchange Commission hinsichtlich möglicher falscher Angaben oder Auslassungen. In der Klage, einer mutmaßlichen Sammelklage, wurden Cardones eigene Worte zitiert: „Sie werden mit einer jährlichen Rendite von 15 % rausgehen. Wenn ich diesen Deal 10 Jahre lang mache, werden Sie 150 % verdienen.“ Ein Bundesbezirksgericht in Kalifornien hatte die Ansprüche des Klägers mit der Begründung abgewiesen, dass Äußerungen in sozialen Medien nach dem Securities Act nicht anfechtbar seien, doch das US-Berufungsgericht hob die Abweisung auf. Der Anwalt des Klägers sagte, es sei wichtig festzustellen, dass „Verkäufer von Wertpapieren, die Social-Media-Kommunikation nutzen, um mit potenziellen Anlegern zu kommunizieren, Werbung betreiben können, die nach dem Securities Act strafbar sein kann.“
Paul Pelletier, der während seiner 25-jährigen Karriere bei der Behörde der ranghöchste Betrugsstaatsanwalt des Justizministeriums war, überprüfte die Dokumente im Sammelklageverfahren gegen Cardone und resümiert: „Es sieht so aus, als ob sein Geschäft auf Lügen und Täuschung basiert und wahrscheinlich zusammenbrechen wird, sodass die Anleger mit leeren Taschen zurückbleiben.“

## Veröffentlichungen
- 10X Mentor (2022)
- Grant Cardone’s PlayBook (2022)
- How to Create Wealth Investing in Real Estate (2018)
- How to Get and Stay Motivated (2017)
- Be Obsessed Or Be Average (2016)
- The Millionaire Booklet (2016)
- The 10X Rule (2011)
- The Closer’s Survival Guide (2011)
- Sell or Be Sold (2011)
- If You’re Not First, You’re Last (2010)
- Secrets of Selling (2007)

Das Buch „Die Kunst des Überzeugens“ ist eine Übersetzung von „Sell or Be Sold“.